# Олійник Володимир Миколайович
Олі́йник Володи́мир Миколайович (нар. 16 квітня 1957, Бузівка, Жашківський район, Черкаська область, Українська РСР, СРСР) — український проросійський політик, колишній народний депутат України, член фракції Партії регіонів (з грудня 2012), заступник голови Комітету ВР України з питань законодавчого забезпечення правоохоронної діяльності (з грудня 2012). За освітою юрист; кандидат історичних наук. Колишній міський голова міста Черкаси. Співавтор законів про диктатуру. Станом на грудень 2015 року переховується в Москві. Один з організаторів антиукраїнського «Комітету спасіння України».
З 20 січня 2022 року перебуває під санкціями Міністерства фінансів США.

## Життєпис
Батько — Микола Євгенійович. Володимир Олійник по закінченню школи працював слюсарем на автопідприємстві. В 1975—1977 роках служив в армії. Після працював шофером на автопідприємстві. Закінчив Харківський юридичний інститут у 1981 році, після якого став юристом. Пізніше закінчив Одеський інститут політології та соціального управління в 1991 році.
З 1981 року працював у Придніпровському райсуді міста Черкаси. В 1982—1985 роках був народним суддею, в 1985—1987 роках — головою Придніпровського районного народного суду міста Черкас. В 1987—1988 роках обіймав посаду завідувача відділу адміністративних і торгово-фінансових органів Черкаського МК КПУ. В 1988—1990 роках був інструктором державно-правового відділу Черкаського ОК КПУ. Президент Асоціації міст України (1998—1999).
В 1990—1994 роках — заступник голови Черкаського міськвиконкому. 3 07.1994 — 04. 2002 — Черкаський міський голова. Кандидат у Президенти України (1999; висунутий зборами виборців міста Кіровограда), 27 жовтня зняв кандидатуру на користь Євгена Марчука.
Причетний до Канівської четвірки analytic-info.net вказує.
|  | Влітку з'явилися чутки про переговори, які ведуть чотири кандидати — Петро Симоненко, Олександр Мороз, Євген Марчук і «лівий» спікер Ради Олександр Ткаченко. Суть їх домовленості повинна була полягати в тому, що перед виборами троє знімають свої кандидатури на користь того, у кого буде найбільший рейтинг. Але в останній момент Симоненко вийшов з переговорів. Правда, 24 серпня в Каневі під домовленістю все ж були поставлені чотири підписи, але четвертим став мер Черкас Володимир Олійник |

Член Української республіканської партії «Собор» (УРП «Собор», 2000—2005), заступник голови УРП «Собор» (з 2001), член Центрального проводу УРП «Собор», заступник голови (з 2005), член спеціальної ради «Громадської ініціативи „Форум національного порятунку“» (з 2001). Брав участь в акції «Повстань, Україно!» на стороні опозиції. Довірена особа кандидата на пост Президента України Віктора Ющенка в ТВО № 197 (2004—2005).
У 2004 — підтримав Помаранчеву революцію.
У вересні 2007 року перейшов до Партії Регіонів. Один із спікерів ПР (поруч з Чечетовим, Герман).

## Політика
Квітень 2002 — кандидат у народні депутати України, виборчий округ № 200, Черкаська область, самовисування. «За» 17,45 %, 2-й з 11 претендентів. На час виборів: Черкаський міський голова, член УНП «Собор».
Липень 2002 — кандидат у народні депутати України, виборчий округ № 201, Черкаська область, самовисування. «За» 12,39 %, 4-й з 19 претендентів. На час виборів: тимчасово не працює, член УРП «Собор».
Народний депутат України 5-го скликання з квітня 2006 до листопада 2007 року від Блоку Юлії Тимошенко, № 30 в списку. На час виборів: заступник директора ПП «УкрБудЦентр», безпартійний. Член фракції «Блоку Юлії Тимошенко» (з травня 2006). Заступник голови Комітету з питань промислової i регуляторної політики та підприємництва (з липня 2006).
Народний депутат України 6-го скликання з березня 2010 до грудня 2012 року від Партії регіонів, № 185 в списку. На час виборів: народний депутат України, безпартійний. Член фракції Партії регіонів (з березня 2010). Перший заступник голови Комітету з питань законодавчого забезпечення правоохоронної діяльності (з квітня 2010).
Народний депутат України 7-го скликання з грудня 2012 року від Партії регіонів, № 17 в списку. На час виборів: народний депутат України, член ПР.
У серпні 2015 р., разом з іншими колишніми високопосадовцями України часів президентства Януковича заснував у Москві «Комітет порятунку України», що виступив з позицій російської пропаганди.

## Розслідування і санкції
24 січня 2014 р., під час протестних акцій в Україні проти зовнішньої та внутрішньої політики Партії Регіонів, стало відомо про заборону в'їзду Володимиру Олійнику до Сполучених Штатів Америки. Цей крок став відповіддю США на застосування сили щодо демонстрантів з боку тодішньої влади.
20 серпня 2015 року Міністерство закордонних справ України анулювало дипломатичний паспорт Володимира Олійника. Він позбавлений паспорта як особа, що «…втратила підстави для користування дипломатичним паспортом і не повернула до МЗС паспортний документ у передбачений законодавством термін».
20 січня 2022 року Управління з контролю за іноземними активами Міністерства фінансів США запровадило проти Олійника та ще трьох громадян України санкції за «участь у контрольованій російським урядом діяльності щодо впливу з метою дестабілізації України».
Внесений до бази Центру «Миротворець» як зрадник батьківщини та агент російських спецслужб. Стаття обвинувачення: Ст.366 ч.2 УК України.
Мешкає в Ялті (Автономна Республіка Крим) в квартирі, що оформлена на іншу особу.
15 вересня 2022 року Служба безпеки України повідомила Олійнику та іншому колишньому нардепу Олегу Царьову про підозру в державній зраді (ст. 111 ККУ) та в незаконному перетинанні державного кордону з метою заподіяння шкоди інтересам держави (ст. 332-2 ККУ).

## Родина
Дружина Людмила Геннадіївна (1959 року народження) — начальник кондитерського цеху фабрики «Світ ласощів».
Сини:
- Руслан (1982 року народження) — прокурор Черкаського району[16]
- Денис (1983 року народження) — начальник Департаменту акцизного контролю «спирт, алкоголь, тютюн» Державної податкової служби Черкаської області[17]
- Володимир (1998 року народження).

## Цікаві факти
- Під час Помаранчевої революції виступав на опозиційному мітингу в м. Черкасах. Підтримував Ющенка, виступав проти Януковича та разом із натовпом скандував «Зека геть!»[18].

## Нагороди
- Заслужений юрист України (8 лютого 2010 року)[19]. (позбавлений)

## Санкції
Відповідно до рішення РНБО України від 22 листопада 2024 року "Про застосування та скасування персональних спеціальних економічних та інших обмежувальних заходів (санкцій)", введеного в дію Указом Президента України від 22 листопада 2024 року № 779/2024 позбавлений усіх державних нагород України. 